# Чина
Чи́на (лат. Láthyrus) — род однолетних и многолетних трав семейства Бобовые (Fabaceae).

## Название
Латинское название произошло от двух греческих слов la — «очень» и thuros — «привлекательный».
В Словаре Даля для слова «Чина» приводятся следующие сведения — ж. растение Lathyrus tuberosus, мышки, земляные орехи, луговой горох, розовый горошек, розовая чина.

## Ботаническое описание
Род объединяет однолетние и многолетние корневищные и клубневые травянистые растения.
У большинства видов главные стебли четырёхгранные, многие полегающие, цепляющиеся и вьющиеся, иногда прямостоячие, высотой 15—20 см (до 1,5 м). Боковые ветви быстро обгоняют в росте основной стебель.
Листья однопарноперистые, реже 2—4-парные, продолговато-ланцетовидные или ланцетные, оканчивающиеся зелёным ветвистым усиком, остриём или шипиком. Прилистники листовидные, меньше листочков, редко почти равные им.
Цветки мотылькового типа. Трубка чашечки в зеве часто косая. Флаг широкообратнояйцевидный или округлый. Крылья коротко прикреплены к лодочке. Тычиночная трубка спереди прямо срезанная. Столбик линейный, к вершине расширенный, сплюснутый со стороны спинки, обычно ещё закрученный, вверху бородатый. Соцветие из одного, реже из двух белых, пурпурово-фиолетовых, жёлтых, оранжевых, сине-лиловых или розовых цветков. Чина, как правило, — самоопылитель.
Плод — двукрылый боб. Семена угловатые, клиновидные. В 1 г насчитывается 8—15 семян.
По окраске семян и цветков выделяют три группы чины: белосемянные, светлосемянные и темносемянные; по размеру семян — крупносемянные, мелкосемянные, среднесемянные (длина 4—16 мм).

## Распространение и экология
Род включает более 200 видов, распространённых в районах умеренного климата Северного полушария, в Южной Америке, северо-западной Африке, Средиземноморье, на Дальнем Востоке, в Китае. На территории бывшего СССР произрастает более 50 видов на степных склонах, лугах, лесных полянах, опушках в лесостепной зоне.

## Хозяйственное значение
Возделывают чину как кормовую, продовольственную и техническую культуру. Она богаче гороха белком, но несколько уступает ему по развариваемости и вкусовым качествам. На кормовые цели используют семена, зелёную массу и сено. Семена могут служить сырьём для получения растительного казеина, используемого при производстве фанеры, тканей, пластмасс. Хозяйственное значение чины обусловлено её высокими засухоустойчивостью и солевыносливостью, урожайностью и слабым поражением вредителыми и болезнями. Может произрастать на солонцеватых почвах и давать урожаи семян до 20-30 ц/га. Скороспелым сортам требуется сумма активных температур до 1400—1500°, среднеспелым — 1600—1700°, позднеспелым до 2000—2450°.
Большинство видов чины кормовые растения. Культивируется во многих странах.
Это одно из древнейших культурных растений, которое издавна выращивают в Юго-Восточной Азии и Северной Африке. В Средиземноморье сосредоточены наиболее крупносемянные формы. Возделывают её также в Индии, Афганистане, Иране, Турции.
В России посевы чины (около 10 тыс. га) размещены в Татарстане, Башкортостане, в районах Поволжья, в Челябинской области. Из однолетних видов возделываются Чина посевная (Lathyrus sativus), Чина нутовая (Lathyrus cicera), Чина танжерская (Lathyrus tangitanus), из многолетних — Чина луговая (Lathyrus pratensis).
Наибольшее распространение имеет чина посевная, выращиваемая на зерно (на Северном Кавказе, в Закавказье, лесостепных районах Украины, в центральных областях России, в Западной Сибири и Средней Азии), на зелёный корм и сено (и в более северных районах). 

Чину луговую выращивают на зелёный корм и сено в районах лесной, лесостепной и степной зон, горных районах Кавказа и в Средней Азии.
В Западной Европе, преимущественно в Англии, Германии чина луговая введена в культуру и имеет особое значение для долголетних лугов, так как после посевов держится в продолжение десяти и более лет. При возделывании однолетних трав на сено, зелёный корм, силос лучше всего производить смешанные посевы бобовых и злаковых культур. В смешанных посевах при правильном подборе компонентов, биологически дополняющих друг друга, они всегда могут дать высокий урожай. Такие однолетние кормовые растения как овёс, рожь, суданская трава, могар, чумиза, просо и другие имеют прочный неполегающий стебель, а у таких, как вика, горох, чина посевная, полегающий стебель и они нуждаются в поддерживающей культуре.
Бобовые и злаковые однолетние травы имеют корневые системы, уходящие на разную глубину: злаковые — мочковатую, располагающуюся преимущественно в пахотном горизонте, бобовые — стержневую, глубоко проникающую в почву корневую систему, то есть влага при удачном сочетании компонентов используется наиболее полно. Бобовые растения обладают способностью симбиоз с клубеньковыми бактериями и обогащают почву азотом. Получает эту азотную пищу и злаковый компонент.
Некоторые виды чины высоко декоративны, обладают приятным запахом и яркими цветками, благодаря чему культивируются как в тропиках, так и в странах умеренного климата. Наиболее распространённым декоративным растением является Душистый горошек (Lathyrus odoratus), разводимый в садах. В настоящее время насчитывается около 1000 сортов душистого горошка, из них часто встречаются около 200 сортов.
Как декоративные растения в цветоводстве используются следующие виды чины и её сорта:
- Чина широколистная — сорта ‘White pearl’, ‘Blushing bride’ — цветки полной розовой гаммы, лишены запаха;
- Чина Гмелина — сорта ‘Уильям’, ‘Галакси’, ‘Руфлед’ и др — различная цветовая гамма от кремового до синего, обладают сильным запахом;
- Чина клубненосная — высокое многолетнее растение;
- Чина посевная — сорт ‘Ривьера’ (ВНИИССОК, 1999) с небесно-голубой окраской лепестков и розовым мазком в центре цветка[4];
- Чина лесная — растение с малиновыми соцветиями, хороший медонос;
- Чина весенняя, — редкое охраняемое растение, обладающее яркими соцветиями из 3—8 цветков. Сорт ‘Розенэльф’ (‘Rosenelfe’) высотой до 30 см с бледно-розовыми цветками[5];
- Чина крупноцветковая — вьющийся многолетник с угловатыми стеблями и цветками фиолетовой или розовой окраски собранными в соцветия[6];
- Чина танжерская — ‘Розовый Фламинго’ (ВНИИССОК, 1999), единственный культивируемый в России сорт с ранним сроком цветения и высокой урожайностью[7];
- Чина жёлто-зелёная — сорт ‘Маленький принц’ (ВНИИССОК, 1999) отличается от аналогичного сорта английской селекции ‘Лимонад’ (лат. Limonade) более ранним сроком цветения[7].

В качестве лекарственных растений в народной медицине используются Чина луговая, Чина лесная, Чина клубненосная, Чина весенняя, Чина посевная, Чина чёрная.

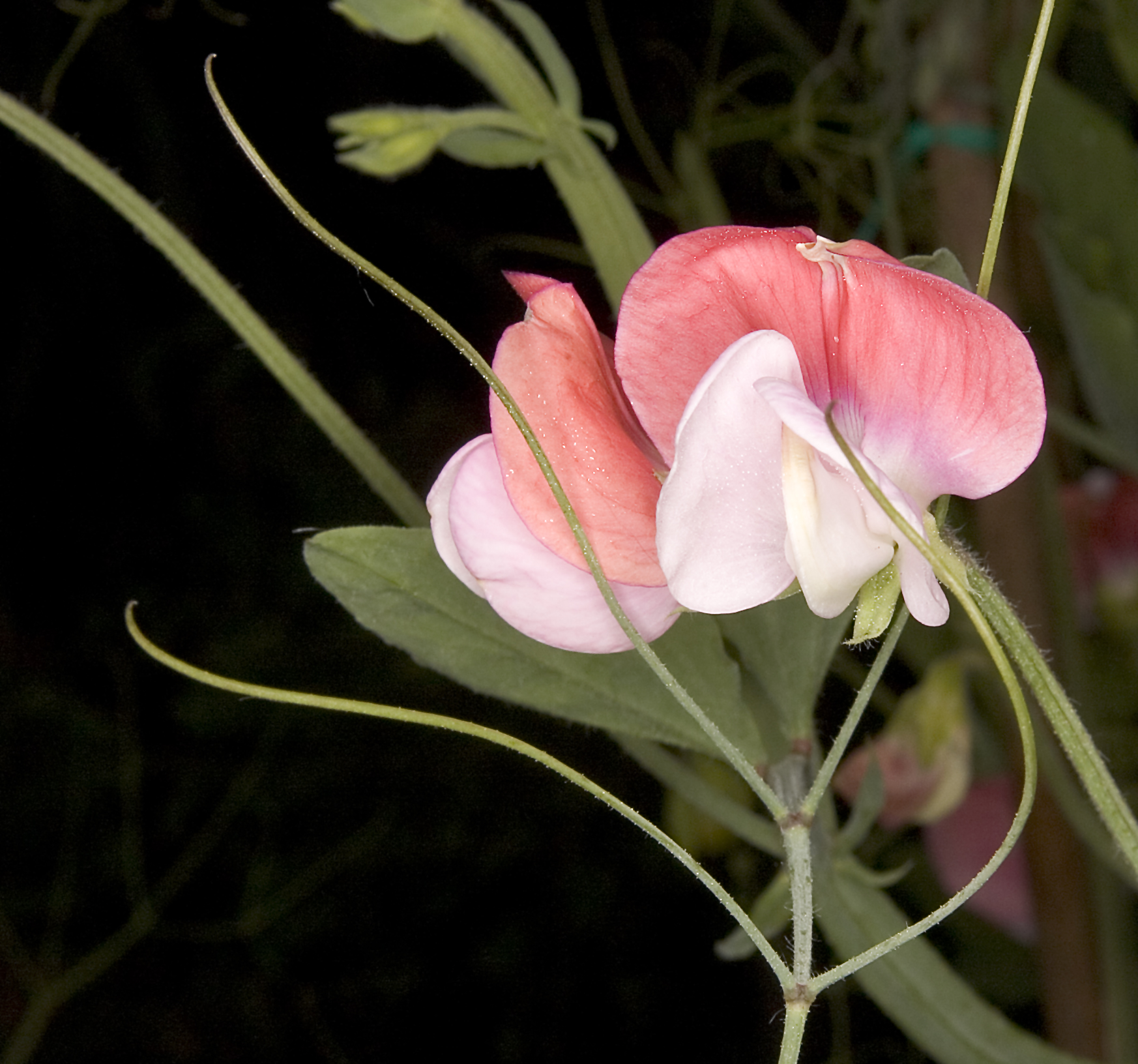
Душистый горошек
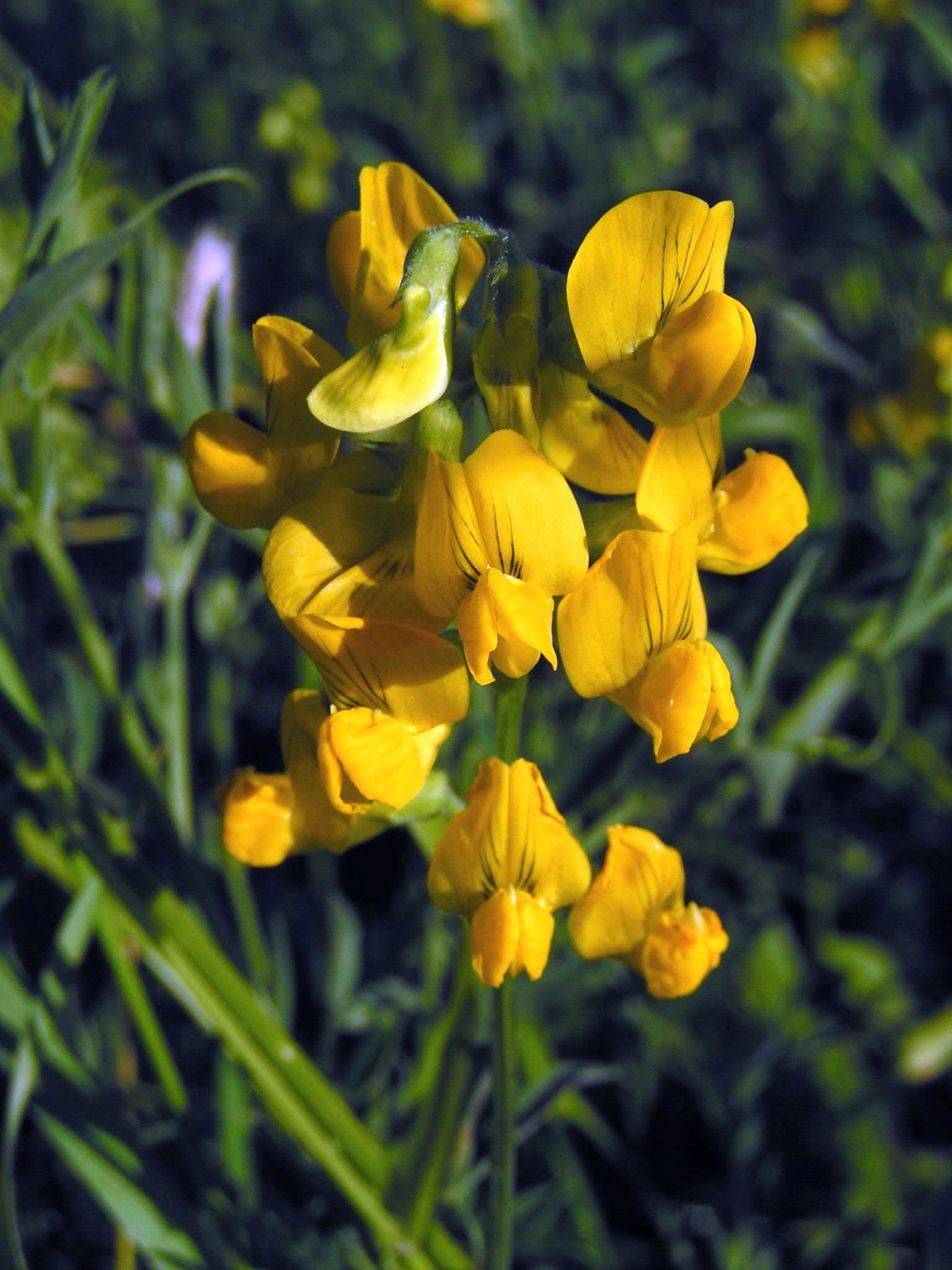
Чина луговая
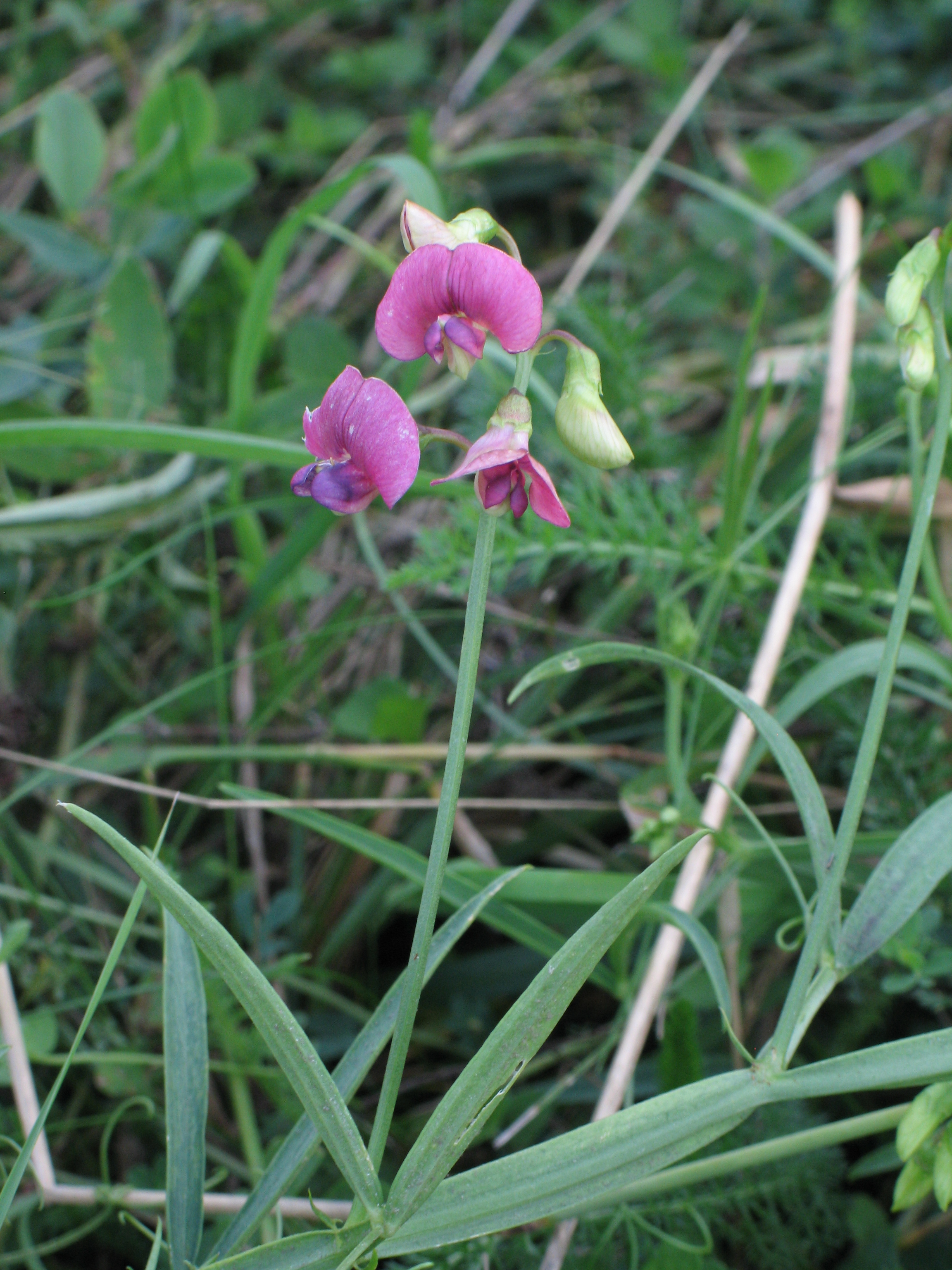
Чина лесная
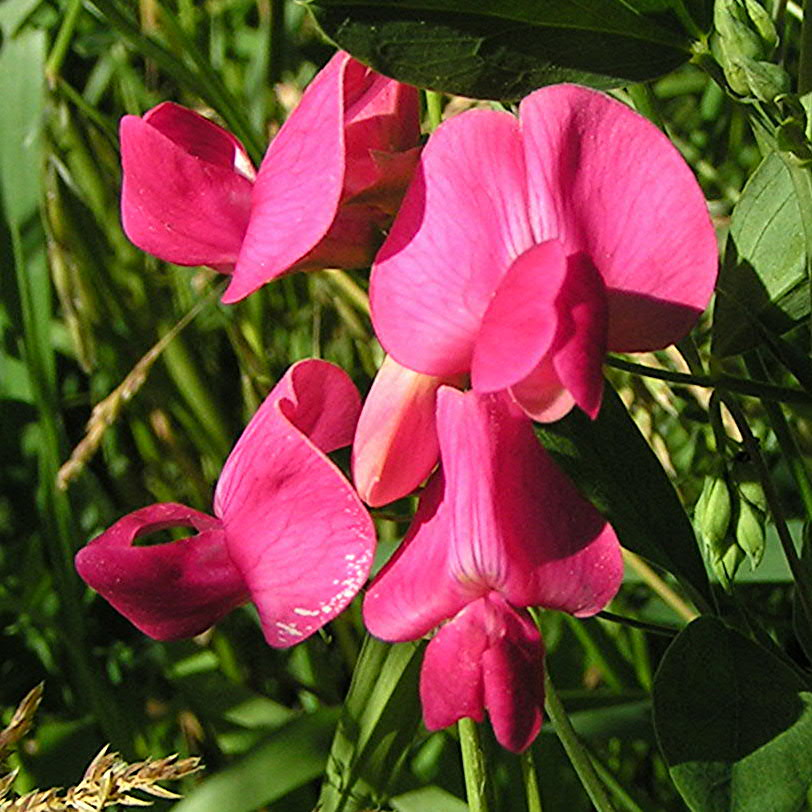
Чина клубненосная
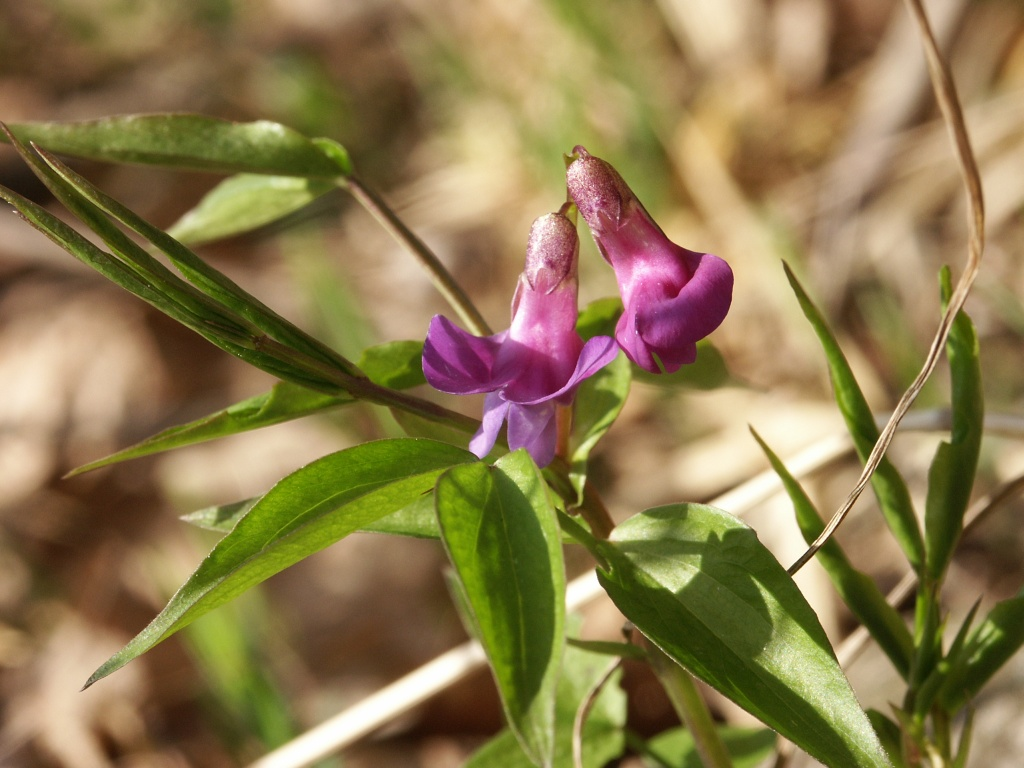
Чина весенняя

## Классификация

### Таксономия
Lathyrus L., Species Plantarum 2: 729. 1753.
Род Чина относится к подсемейству Мотыльковые (Papilionoideae) семейства Бобовые (Fabaceae) порядка Бобовоцветные (Fabales). Таксономическая схема в соответствии с Системой APG IV по состоянию на декабрь 2023 года:
|  |                                      |  |                                   |                                   |                   |  | ещё 3 семейства | ещё 3 семейства   |                          |  |                                                              |  | еще 523 рода | еще 523 рода |  |
|  |                                      |  |                                   |                                   |                   |  | ещё 3 семейства | ещё 3 семейства   |                          |  |                                                              |  | еще 523 рода | еще 523 рода |  |
|  |                                      |  |                                   | порядок Бобовоцветные             |                   |  |                 |                   | подсемейство Мотыльковые |  |                                                              |  |              |              |  |
|  |                                      |  |                                   | порядок Бобовоцветные             |                   |  |                 |                   | подсемейство Мотыльковые |  | 215 подтвержденных видов и 19 видов, ожидающих подтверждения |  |              |              |  |
|  | отдел Цветковые, или Покрытосеменные |  |                                   |                                   | семейство Бобовые |  |                 |                   | род Чина                 |  |                                                              |  |              |              |  |
|  | отдел Цветковые, или Покрытосеменные |  |                                   |                                   |                   |  |                 |                   |                          |  |                                                              |  |              |              |  |
|  |                                      |  | ещё 63 порядка цветковых растений | ещё 63 порядка цветковых растений |                   |  |                 | еще 5 подсемейств | еще 5 подсемейств        |  |                                                              |  |              |              |  |
|  |                                      |  |                                   | ещё 63 порядка цветковых растений |                   |  |                 |                   | еще 5 подсемейств        |  |                                                              |  |              |              |  |

### Виды
Некоторые из них:
- Lathyrus aphaca L. — Чина безлисточковая
- Lathyrus chloranthus Boiss. — Чина жёлто-зелёная
- Lathyrus cicera L. — Чина нутовая
- Lathyrus clymenum L. — Чина членистая
- Lathyrus davidii Hance — Чина Давида
- Lathyrus gmelinii Fritsch — Чина Гмелина
- Lathyrus grandiflorus Sibth. & Sm. — Чина крупноцветковая
- Lathyrus hirsutus L. — Чина шершавая
- Lathyrus humilis (Ser.) Spreng. — Чина приземистая
- Lathyrus japonicus Willd. — Чина японская
- Lathyrus latifolius L. — Чина широколистная
- Lathyrus linifolius (Reichard) Bassler — Чина льнолистная
- Lathyrus mulkak Lipsky — Чина мюлькак
- Lathyrus niger (L.) Bernh. — Чина чёрная
- Lathyrus odoratus L. — Душистый горошек
- Lathyrus pallescens (M.Bieb.) K.Koch — Чина бледноватая
- Lathyrus palustris L. — Чина болотная
- Lathyrus pannonicus (Jacq.) Garcke — Чина венгерская
- Lathyrus pisiformis L. — Чина гороховидная
- Lathyrus pratensis L. — Чина луговая
- Lathyrus pubescens Hook. & Arn. — Чина пушистая
- Lathyrus quinquenervius (Miq.) Litv. — Чина приморская, или Чина пятижилковая
- Lathyrus roseus Steven — Чина розовая
- Lathyrus rotundifolius Willd. — Чина круглолистная
- Lathyrus sativus L. — Чина посевная
- Lathyrus splendens Kellogg — Чина блестящая
- Lathyrus sylvestris L. typus[1] — Чина лесная
- Lathyrus tingitanus L. — Чина танжерская
- Lathyrus tuberosus L. — Чина клубненосная
- Lathyrus venetus (Mill.) Wohlf. — Чина голубая
- Lathyrus vernus (L.) Bernh. — Чина весенняя

### Синонимы
- Anurus C.Presl
- Aphaca Mill.
- Astrophia Nutt.
- Athyrus Neck.
- Cicercula Medik.
- Clymenum Mill.
- Graphiosa Alef.
- Konxikas Raf.
- Lastila Alef.
- Lathyroides Heist. ex Fabr.
- Lathyros St.-Lag.
- Menkenia Bubani
- Navidura Alef.
- Nissolia Mill.
- Ochrus Mill.
- Orobus L.
- Oxypogon Raf.
- Pisum L.
- Platystylis Sweet
- Spatulima Raf.
- Vavilovia Fed.